# Droga wojewódzka 681
Die Droga wojewódzka 681 (DW 681) ist eine 59 Kilometer lange Droga wojewódzka (Woiwodschaftsstraße) in der polnischen Woiwodschaft Podlachien, die Roszki-Wodźki mit Ciechanowiec verbindet. Die Strecke liegt im Powiat Białostocki, im Powiat Bielski und im Powiat Wysokomazowiecki.

## Streckenverlauf
Woiwodschaft Podlachien, Powiat Białostocki
-  Roszki-Wodźki (DW 678)
- Płonka-Kozły
- Płonka Kościelna
-  Łapy (DW 682)
- Łapy-Kołpaki
- Grochy
- Poświętne
- Józefin
- Gabrysin
- Wólka Pietkowska

Woiwodschaft Podlachien, Powiat Bielski
-  Topczewo (DW 659)
- Ostrówek
- Moskwin
- Olszewo
- Olędzkie
- Świrydy
-  Brańsk (DK 66)
- Rudka

Woiwodschaft Podlachien, Powiat Wysokomazowiecki
- Koce-Piskuły
- Bujenka
- Antonin
-  Ciechanowiec (DW 690, DW 694)